# Żupania kopriwnicko-kriżewczyńska
Żupania kopriwnicko-kriżewczyńska (chorw. Koprivničko-križevačka županija) – komitat w północnej Chorwacji ze stolicą w Koprivnicy. W 2011 roku liczył 115 584 mieszkańców.

## Podział administracyjny
Żupania kopriwnicko-kriżewczyńska jest podzielona na następujące jednostki administracyjne:

- miasto Koprivnica
- miasto Križevci
- miasto Đurđevac
- gmina Drnje
- gmina Đelekovec
- gmina Ferdinandovac
- gmina Gola
- gmina Gornja Rijeka
- gmina Hlebine
- gmina Kalinovac
- gmina Kalnik
- gmina Kloštar Podravski
- gmina Koprivnički Bregi
- gmina Koprivnički Ivanec
- gmina Legrad
- gmina Molve
- gmina Novigrad Podravski
- gmina Novo Virje
- gmina Peteranec
- gmina Podravske Sesvete
- gmina Rasinja
- gmina Sokolovac
- gmina Sveti Ivan Žabno
- gmina Sveti Petar Orehovec
- gmina Virje